# Biskopshovet i Chur

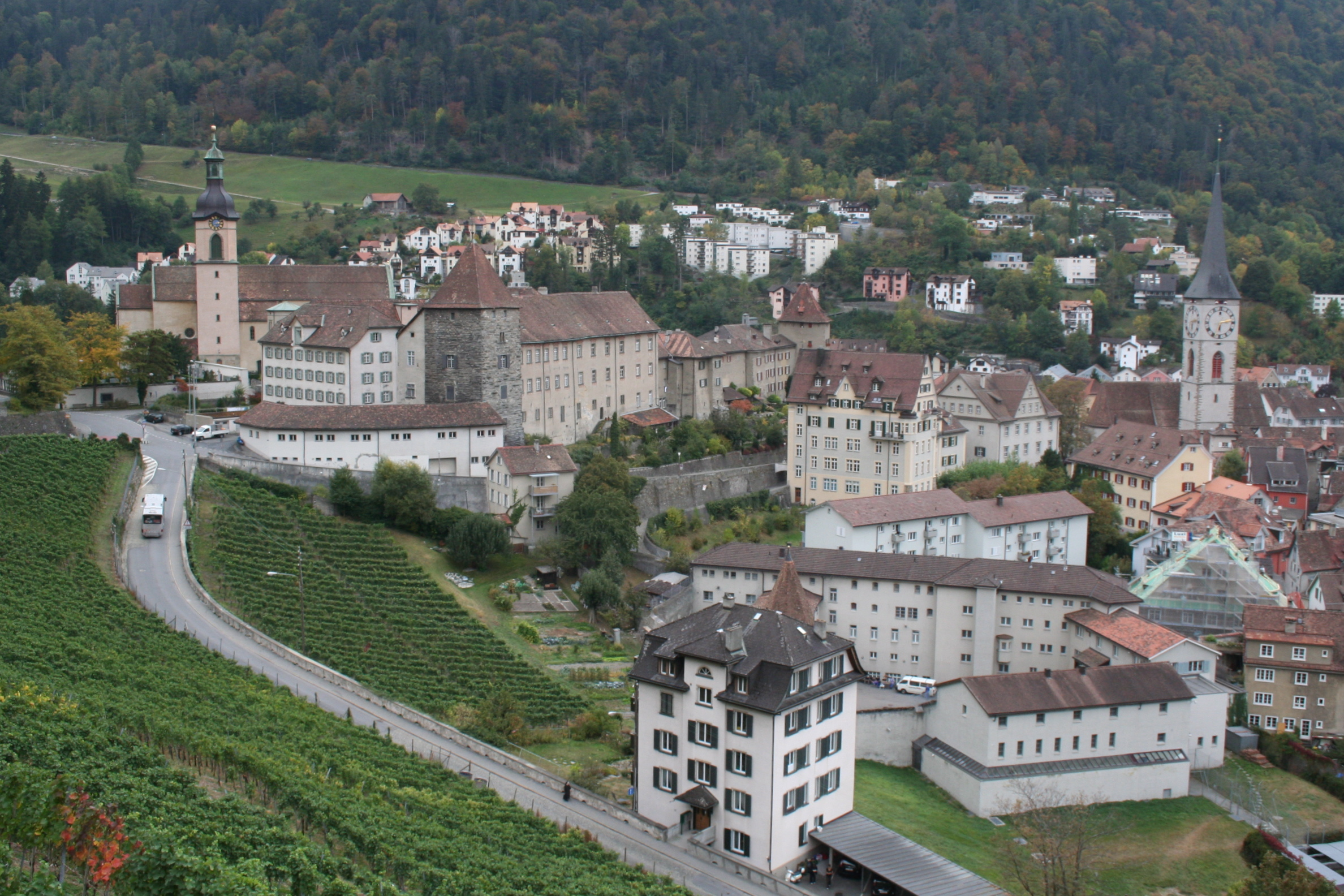
Hof i Chur.

Hof kallas den stadsdel i Chur i Schweiz och som ligger ovanför den gamla staden och den reformerta Martinskyrkan. Området utgjorde till 1803 de sista resterna av furstbiskopdömet Chur och präglas av den katolska Marie himmelsfärdsdomkyrkan och det biskopliga slottet. 

## Historia
Chur har varit bebodd sedan förromersk tid. Curia Raetorum var den romerska bosättningen. Den blev 451 biskopssäte. Den nuvarande domkyrkan färdigställdes 1272. Medan staden Chur blev protestantisk under reformationen förblev biskopshovet en katolsk enklav. Området utgjorde sedan 1514 ett rikslän direkt under Tysk-romerska riket och var därmed ett territorium som inte ingick i staden. Som exklav till Hof hörde huslängan Marsöl. Efter rikslänens avskaffande 1803 utgjorde Hof en egen kommun till 1852.

## Bildgalleri

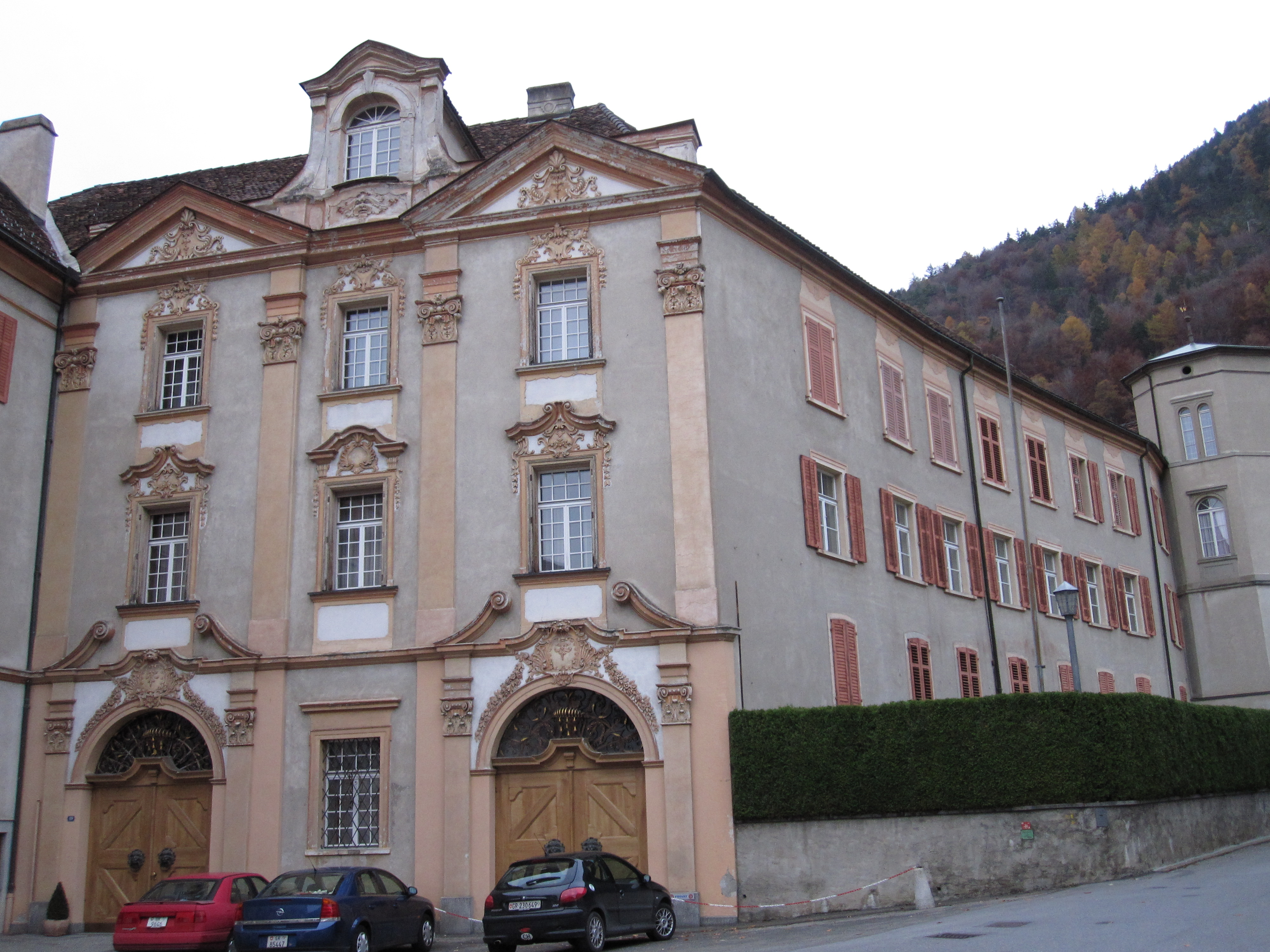
Biskopens slott.
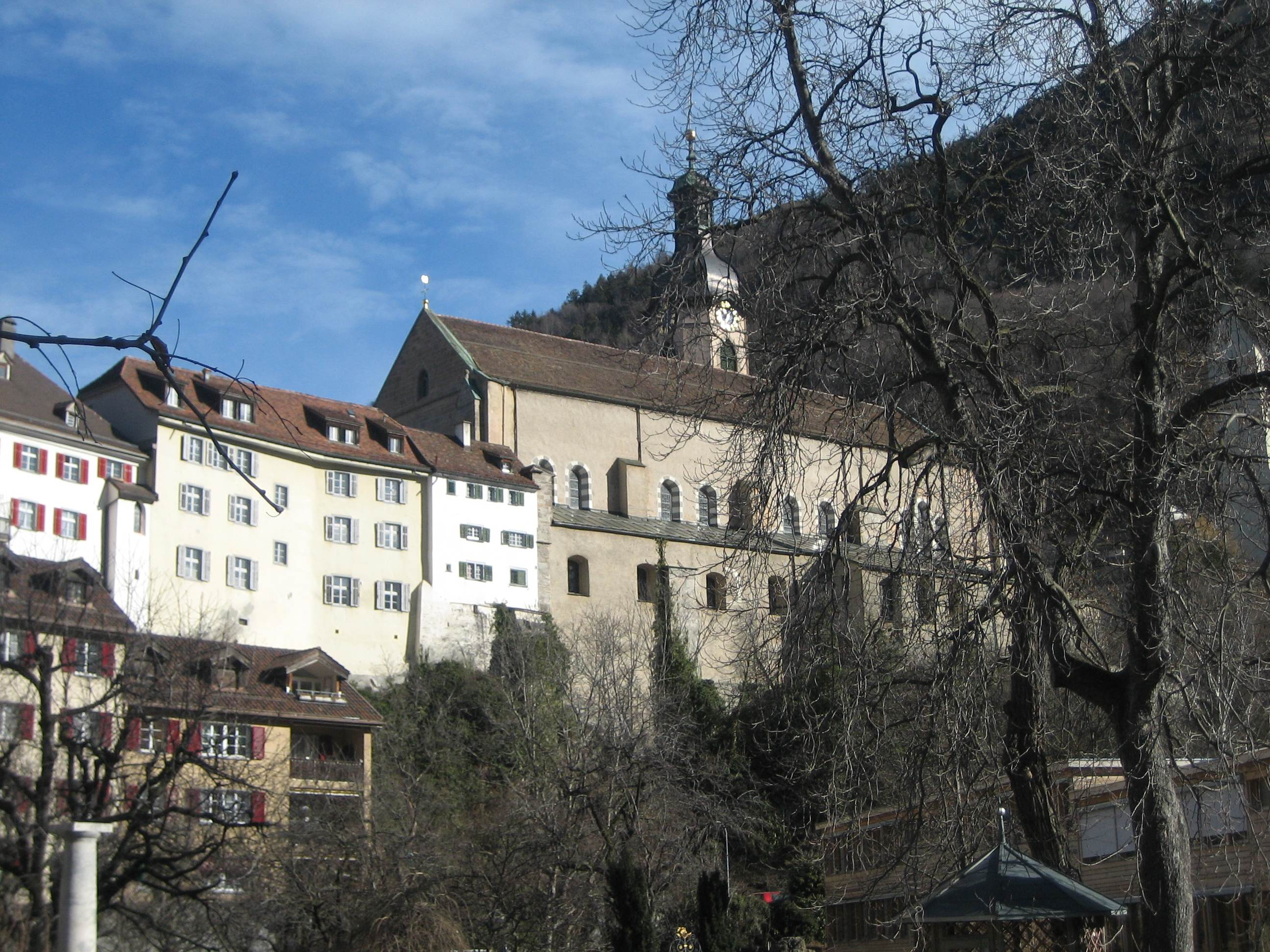
Marie Himmelsfärdskatedralen
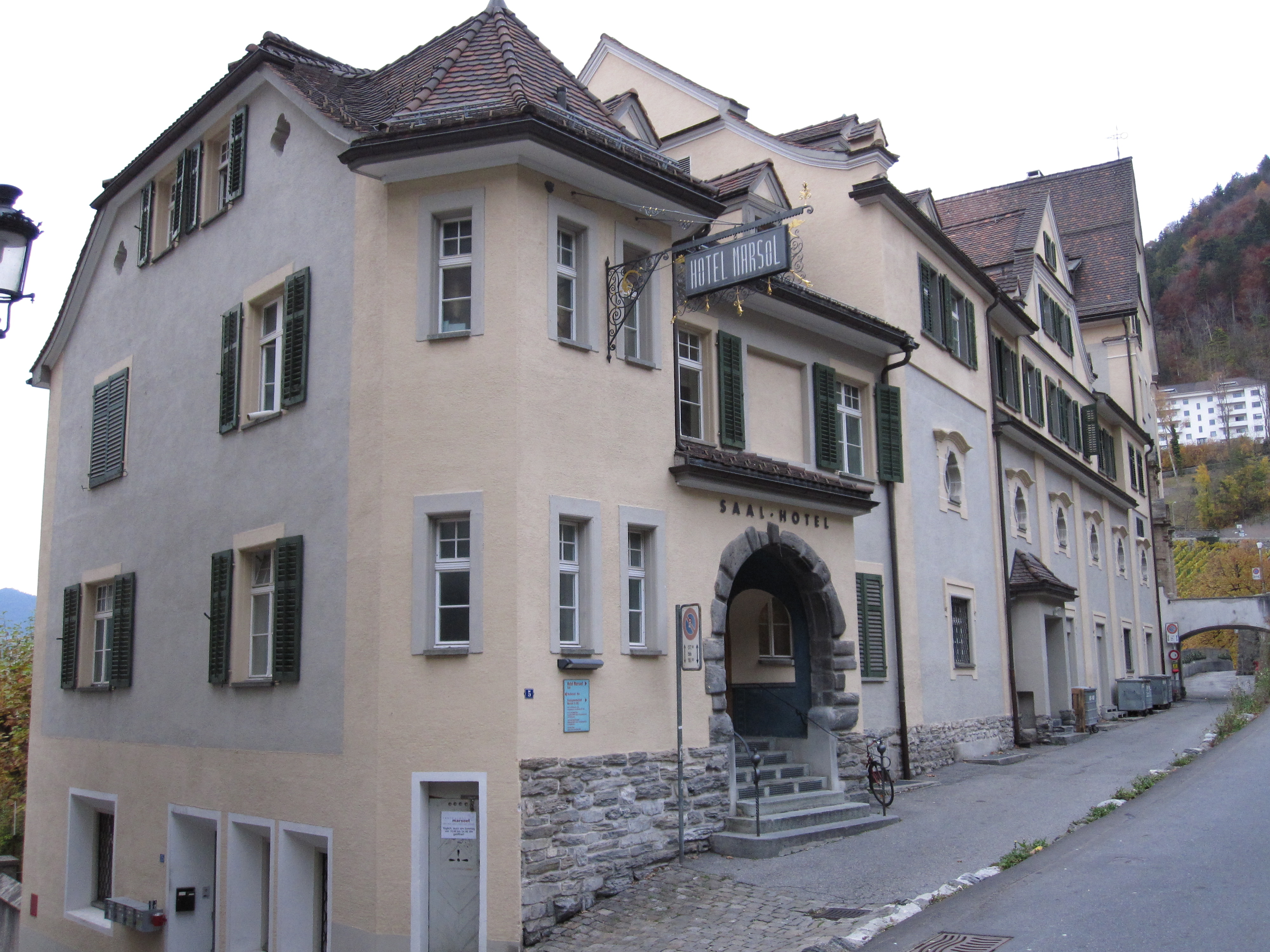
Huslängan Marsöl